# Jan van Cordekin
Jan van Cordekin, of Cortygin, was de onwettige zoon van hertog Jan II van Brabant bij Isabeau de Cortygin. Deze bastaard is door keizer Lodewijk de Beier 27 augustus 1344 gewettigd. Hij werd door zijn vader beleend met de heerlijkheid Glymes. Hij heeft een zoon gekregen, ook Jan genoemd.

## Bron
- Slootmans, C.J.F., Jan metten Lippen. Zijn familie en zijn stad. Een geschiedenis der Bergen-op-Zoomsche Heeren van Glymes (Rotterdam-Antwerpen, 1945)